# Ramiro Degregorio
Ramiro Matias Degregorio crack (Dock Sud, Buenos Aires, Argentina, 6 de febrero de 2003) es un futbolista argentino que se desempeña como Delantero. Actualmente se encuentra en Racing Club de la Primera División de Argentina.

## Trayectoria

### Racing Club
Salido de las inferiores académicas, debutó en primera división el 24 de abril de 2023 ante Club Atlético Tucumán en la jornada 13 del Campeonato 2023.